# Михаил Атталиат
Михаил Атталиат (греч. Μιχαήλ Ἀτταλειάτης; ок. 1030, Константинополь — ок. 1085) — византийский историк и правовед XI века.

## Биография
Вероятнее всего, родился в Атталии (нынешняя Анталья), между 1030 и 1040 годами перебрался в Константинополь. Занимал должности судьи, придворного судьи, войскового судьи.
В марте 1068 года участвовал в походе Романа Диогена на сельджуков.
В 1072 году подготовил для императора Михаила VII Дуки обновлённый свод законов, дополняющих Libri Basilici.
В 1077 году основал монастырь (странноприимный дом) в Редесто и составил его устав, который является ценным источником по социально-экономической истории Византии XI века. В том же году составил завещание («Diataxis»); текст его (более 50 страниц) включает, наряду с перечислением имущества, передаваемого монастырю, не менее девяти отдельных перечней книг, указывая различные источники и сроки их приобретения.
В 1079—1080 годах закончил работу над «Историей», освещавшей события в Византии 1034—1079 годов, политические смуты и катастрофическое положение на восточных границах из-за усиления натиска турок-сельджуков. В заключительной части книги прославляет рыцарские доблести императора Никифора III Вотаниата.